# سیارک ۱۲۸۰۲
سیارک ۱۲۸۰۲ (به انگلیسی: 12802 Hagino، نامگذاری:1995XD1) دوازده هزار و هشتصد و دومین سیارک کشف شده‌است که در ۱۵ دسامبر ۱۹۹۵ کشف شد.
قدر مطلق سیارک برابر ۱۷.۰ است.